# Колунџић
Колунџић је српско презиме. 
По неким верзијама, презиме је настало од ријечи „колун“ која означава неки дио брода.
Много је вјероватније да је презиме настало од турске ријечи „кујунџија“ која значи - „занатлија који израђује предмете и украсе од злата и сребра“. Реч „кујунџија“ је, опет, настала од речи "kuyumcu" односно "kuyum" - израђевина од злата.
Презиме се, стога, јавља у више облика:
- Којунџић
- Којунџија
- Којунђић
- Којунђија
- Колунџија
- Колунђија
- Кујунџић
- Кујунџија
- Кујунђић
- Кулунџић
- Кулунџија
- Кулунђић

Колунџића има у Црној Гори у околини Колашина и у Његушима. У Далмацији у Модрину Селу, одакле су отишли у Кожловац и Какму. Колунџића има и у околини Грачаца на три мјеста. Има их и у Славонији. Колунџићи у Далмацији славе Светог Николу, а у Лици и Славонији Светог Ђурђа.
Многи су, међутим, најкасније пре хрватског протеривања (Олуја) избегли у Србију, Канаду, Немачку и остатак света.

## Из Лике у Војводину
Као колонисти Колунџићи долазе з Војводину након I светског рата. Један од оснивача добровољачког насеља Велебит и човек који је предложио назив насеља је Илија Колунџић.